# Turmhügel Sinatengrün
Der Turmhügel Sinatengrün ist eine abgegangene mittelalterliche Turmhügelburg (Motte) an der Stelle des Wohnhauses Sinatengrün 1 (Anwesen Rogler) in Sinatengrün, einem Gemeindeteil der Stadt Wunsiedel im Landkreis Wunsiedel im Fichtelgebirge in Bayern.
Der 20 × 22 Meter große Kernhügel der Mottenanlage war von einem Wassergraben umgeben. Im Anwesen sind verbaute Mauerreste zu erkennen und der Turmhügel ist durch verbliebene Geländeunebenheiten von Wall, Graben und Kernhügel zu lokalisieren. Gefundene Tonscherben weisen auf das 13. bis 14. Jahrhundert, weitere glasierte Scherben und ein mit Pflanzenornamenten verzierter Bronzebeschlag auf das 15. bis 16. Jahrhundert hin. Vermutlich diente das ehemalige Burghaus auf dem Turmhügel einem Ministerialen als kleiner Ansitz. Landwirtschaftliche Nachfolgebauten sind ab 1398 in markgräflichen Lehenbüchern und Urkunden verzeichnet.